# Araneus albilunatus
Araneus albilunatus là một loài nhện trong họ Araneidae.
Loài này thuộc chi Araneus. Araneus albilunatus được Carl Friedrich Roewer miêu tả năm 1961.